# Catenan

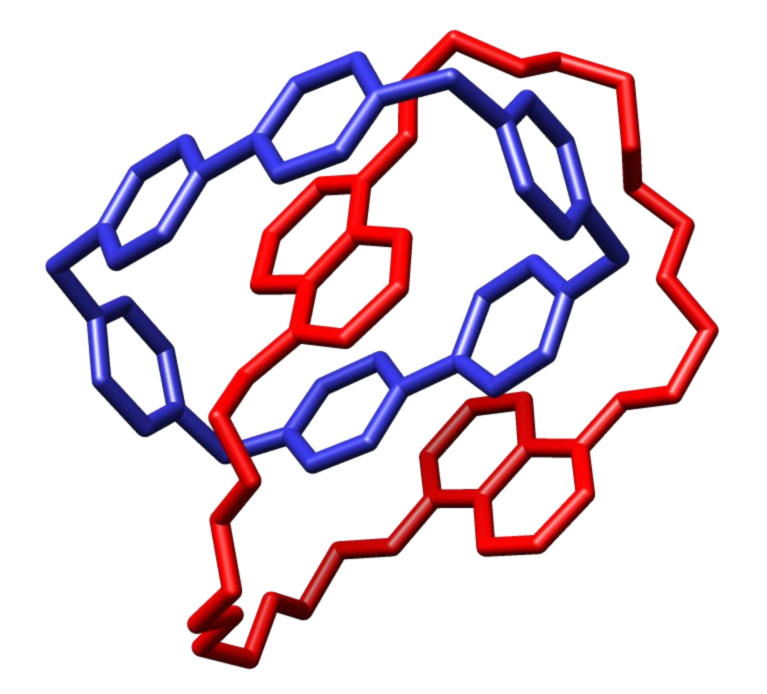
Structura unui catenan derivat de ciclobis(paraquat-p-fenilen) ce a fost descoperit de Stoddart et all.

Catenanii sunt structuri moleculare interconectate mecanic formate din două sau mai multe macrocicluri, de cele mai multe ori hidrocarburi, acestea nefiind legate între ele. Nucleele care sunt interconectate nu pot fi separate fără clivarea legăturilor covalente care se regăsesc în structura macrociclurilor. Termenul provine din latină catena, care înseamnă „lanț”.